# Entlarvung eines Bauernfängers
Entlarvung eines Bauernfängers ist eine kleine Erzählung von Franz Kafka, die 1913 im Sammelband Betrachtung erschien. Der Erzähler entzieht sich darin mühsam dem Zugriff eines Schleppers.

## Inhalt
Der Erzähler erreicht in Begleitung eines flüchtigen Bekannten sein abendliches Ziel, das Haus, in dem er zu einer Gesellschaft geladen ist. Der Bekannte hat ihm lästigerweise für längere Zeit seine Begleitung aufgedrängt. An einem speziellen Lächeln dieses Mannes erkennt er plötzlich dessen wahre Natur, es ist ein Bauernfänger. Der Erzähler kennt diese Art Mensch sehr genau und schämt sich, dass er den anderen nicht früher durchschaut hat.
Ein Bauernfänger begegnet seinem Gegenüber mit überschäumender Freundlichkeit, hängt sich klettenartig an ihn und will zu irgendwelchen gemeinsamen Tätigkeiten, zu Vergnügen oder Geschäften, verlocken. Endlich reißt sich der Erzähler von ihm los und stürmt wie befreit in das Haus mit dem festlichen Saal.

## Textanalyse und Deutungsansatz
Kafka wurde insbesondere bei seinem Parisbesuch mit Max Brod 1911 mit Schleppern, den sogenannten Bauernfängern, die in Bordelle locken, bekannt. Der Bauernfänger ist ein Vertreter einer halbseidenen, dunklen Welt. Er veranschlagt ein Übermaß an menschlicher Zuwendung für seine zweifelhaften, rein geschäftlichen Ziele.
Der Erzähler tritt seinem ungewollten Begleiter gegenüber nicht entschieden auf. Er lässt sich stundenlang von ihm in der Stadt herumziehen und kann sich nicht abgrenzen, obwohl ihn doch ein Fest in einem herrschaftlichen Haus erwartet (und nicht etwa eine einsame Wohnung). Er macht mehrere zaghafte Anläufe, sich vom Begleiter zu trennen. Auch als er ihn schlagartig als Bauernfänger erkennt, setzt er nicht seinen entschiedenen Willen gegen ihn ein, sondern er flieht ohne Konfrontation. Zumindest hilft ihm das Erkennen der richtigen Bezeichnung für sein Gegenüber, einen schnellen Entschluss zu fassen.
Das Verhältnis zu den Bauernfängern ist ambivalent. Der Erzähler sagt über sie: „Ich verstand sie doch so gut, sie waren ja meine ersten städtischen Bekannten in den kleinen Wirtshäusern gewesen, und ich verdankte ihnen den ersten Anblick einer Unnachgiebigkeit, die ich mir jetzt so wenig von der Erde wegdenken konnte, daß ich sie schon in mir zu fühlen begann.“ Der Erzähler kann also vom Bauernfänger zumindest einen Teil der Unnachgiebigkeit lernen, die er von Natur aus selbst nicht hat.
Der Bauernfänger als Vertreter des profanen Genusses und der käuflichen sexuellen Vergnügen personifiziert in sich auch die dunklen Wünsche des Erzählers und ist so sein alter Ego. Daher kann dieser sich auch nicht entschieden abgrenzen, schließlich ist er ein Teil von ihm selbst. Hier taucht wieder die Figurenverdopplung auf, die Kafka z. B. in dem Prosastück Beschreibung eines Kampfes verwendet. Allerdings verharrt der Erzähler nicht abschließend in dieser verführerischen, aber auch lästigen Verquickung, sondern findet seinen Weg in den festlichen Saal.
Hier unterscheidet er sich deutlich von den späteren Figuren aus Kafkas Werken, denen es nicht gelingt, ihr Schicksal in die Hand zu nehmen, falls sie denn überhaupt überleben. So wird z. B. in Ein Landarzt der Protagonist von unkontrollierbaren fantastischen Pferden in die Winternacht hinausgetrieben. Der Affe Rotpeter aus Ein Bericht für eine Akademie findet keinen wirklichen Ausweg, sondern nur einen Notbehelf, den er als „Menschenausweg“ bezeichnet.

## Ausgaben
- Franz Kafka: Sämtliche Erzählungen. Herausgegeben von Paul Raabe. Fischer-Taschenbuch-Verlag, Frankfurt am Main und Hamburg 1970, ISBN 3-596-21078-X.
- Franz Kafka: Drucke zu Lebzeiten. Herausgegeben von Wolf Kittler, Hans-Gerd Koch und Gerhard Neumann. Fischer Verlag, Frankfurt am Main 1996, ISBN 3-10-038152-1, S. 14–17.
- Franz Kafka: Die Erzählungen. Herausgegeben von Roger Herms. Fischer Verlag, Frankfurt am Main 1997, ISBN 3-596-13270-3.
- Franz Kafka: Gesammelte Werke. Anaconda Verlag, Köln 2012, ISBN 978-3-86647-849-7, S. 15–16.

## Sekundärliteratur
- Peter-André Alt: Franz Kafka: Der ewige Sohn. Verlag C.H. Beck, München 2005, ISBN 3-406-53441-4.
- Bettina von Jagow und Oliver Jahraus (Hrsg.): Kafka-Handbuch Leben – Werk – Wirkung. Verlagsgruppe Vandenhoeck & Ruprecht, Göttingen 2008, ISBN 978-3-525-20852-6.